# 亨德里·佩奇捷流
捷流型客機是亨德里·佩奇研發的一款螺旋槳支線客機，於1969年投產，總共生產了66架，後來改由英國航太生產，1980年英國航太在其基礎上開發出捷流31型。

## 規格
- 長度：14.37米
- 高度：5.32米
- 載客量：19人
- 空機重量：9613磅
- 最大起飛重量：15332磅
- 航程：1260公里
- 巡航速度：426公里/時[1]

## 外部連結
- Airliners.net （页面存档备份，存于）